# Totoaba macdonaldi
Totoaba
Genre
Espèce
Statut de conservation UICN

 VU A2bcd : Vulnérable
Totoaba macdonaldi, le Totoaba, unique représentant du genre Totoaba, est une espèce de poissons de la famille des Sciaenidae qui est endémique du golfe de Californie (Mexique).
Ce grand poisson argenté, marin et estuarien, mesurait autrefois jusqu’à deux mètres de long. C’est le plus grand des poissons de la famille des Sciaenidae.
Ce poisson est notamment caractérisé par une capacité à émettre un « croassement » (permis par le frottement de sa vessie natatoire contre ses muscles abdominaux).
Autrefois abondant, il fait l’objet d’une surpêche et d’un intense braconnage qui ont conduit ce poisson, pourtant très fécond, à être classé dans la liste des espèces menacées (liste rouge de l’UICN ; classé en danger critique d'extinction depuis 1996). Malgré plus de 40 ans de mesures de protection, sa population continue à régresser en raison du fait que sa vessie natatoire est vendue à haut prix en Chine (parfois plus que son poids en or) comme mets de grand luxe (pouvant atteindre 40 000 $ le kg) ou comme ingrédient de la médecine traditionnelle chinoise, ce qui a incité les cartels mexicains à en entretenir une pêche illégale (raison pour laquelle ce poisson est parfois dénommé « cocaïne aquatique/blanche »).
Un autre indice de surpêche est le fait que la taille des plus grands spécimens pêchés ne cesse de se réduire (dans les années 1950 elle était de 2 m pour 100 kg), mais on ne trouve plus dans les années 2010 que de petits spécimens ; or ce poisson n’est sexuellement mature qu’à partir de six ans. Selon Valenzuela-Quiñonez et al. en 2015, l’espèce semblait donner quelques signes d’amélioration démographique, mais elle pourrait être en situation de goulot d’étranglement génétique.

## Habitat et répartition
Ce poisson n’est trouvé que dans le golfe de Californie (essentiellement dans le nord), jusqu’à l'estuaire du fleuve Colorado.
Il partage son aire de répartition avec la vaquita (un petit cétacé classé parmi les espèces les plus menacées du monde, en raison du braconnage au filet du Totoaba). Jusque dans les années 1920 environ le Totoaba était bien plus largement répandu et abondant ; avec de jeunes adultes signalés dans le sud du golfe, dans des zones de récifs rocheux ou autour d’autres larges confluents (ces sous-populations sont maintenant considérées comme éteintes).

## Description
Ce grand poisson prédateur est argenté. Son museau pointu est dépourvu de barbillons et ses yeux sont petits.
Sa mâchoire inférieure est légèrement saillante. Sa bouche possède une double rangée de dents.
Le Totoaba est doté d’une longue nageoire dorsale nettement divisée en deux parties, la postérieure étant la plus longue. Il est doté de nageoires pectorales très longues qui l’aident à fouiller le sédiment pour y détecter ses proies.

## Mode de vie
Les alevins et juvéniles de Totoaba macdonaldi passent les deux premières années de leur vie dans le delta du fleuve Colorado. Passé cette période, ils migrent vers le sud, jusqu’en mer de Cortés.
C’est un poisson benthique, c'est-à-dire qui vit sur le fond où il se nourrit de crustacés (crabes et crevettes) et de poissons, mais pas à très grande profondeur (on le trouve jusqu’à 25 m environ, et jusqu’à 50 m au moins en mer de Cortez).

## Reproduction
Le frai se produit une fois par an (entre février et avril semble-t-il) après que les individus sexuellement matures se soient rassemblés au centre du golfe de Californie pour entamer une migration annuelle vers l’embouchure du Colorado (où les eaux étaient il y a encore quelques décennies chaudes et peu salines).
Après quelques semaines passées dans l’estuaire ils pondent et migrent vers la mer de Cortez (le long du rivage Est de la Basse-Californie).
Les alevins passent environ deux ans dans le Colorado. Ils s’adaptent ensuite peu à peu à l’eau salée, en gagnant la mer pour rejoindre les adultes.
Sa durée de vie est actuellement estimée à 25-30 ans, et l’âge moyen pouvait autrefois être d’environ 15 ans, mais on ne trouve plus d’individus très âgés et on manque de données anciennes.

## État, pressions et menaces sur la population
En moins de quelques décennies, la métapopulation de Totoaba macdonaldi a été plus que décimée (95 % du stock aurait disparu), au détriment aussi de sa diversité génétique. La génétique de l’espèce n’a fait l’objet que de quelques études récentes, après une forte régression de la population, mais ces données -avec d’autres techniques d’identification moléculaire- ont contribué à limiter le trafic et les exportations sous de fausses étiquettes).
Les causes possibles de sa régression et disparition locale sont multiples, mais outre une pêche involontaire (« bycatch ») dans des filets ciblant d’autres espèces, il s’agit notamment de la dégradation de son environnement de frai (le Colorado est chargé de métaux, polluants divers dont engrais et de pesticides et avant d’arriver à l’estuaire, une grande partie de son eau (90 % environ) a été détournée pour produire de l’eau potable, industrielle ou d’irrigation, ce qui conduit à saliniser des eaux autrefois très douces à saumâtres indispensables pour les alevins de Totoabas, au détriment de cette espèce et d’autres).
L’autre problème majeur est une surpêche. Ce poisson est une proie facile en raison d’un habitat circonscrit et de routes de migration et zones de reproduction bien connues des pêcheurs et braconniers ; il est intensivement recherché dès les années 1920), et la surpêche est aggravée par un contexte de braconnage (qui persiste encore en 2017).
Dès le début des années 1930 le Mexique en prenait déjà 200 à 400 t/an, puis de 1935 à 1948 ces tonnages augmentent à 1 000 à 2 200 t/an (pour les seuls débarquements officiellement comptabilisés). Le pic historique est atteint en 1942 puis les tonnages chutent jusqu’en 1975 en dépit de l’intensification de la pêche et de l’utilisation par les pêcheurs de moyens toujours plus sophistiqués (sondeurs, sonars, etc.). En 1975, seuls 58 t sont débarquées, ce qui conduit l’État du Mexique a totalement interdire sa pêche ; interdiction qu’il n’a jamais pu ou su faire respecter. Vers 1982 plus de 130 000 Totoabas sont encore victimes de la pêche commerciale, sportive ou de loisir chaque année.
Des programmes de sensibilisation finissent par faire dans un premier temps très significativement diminuer la pêche de loisir et sans doute son braconnage. Dans les années 1990 on cherche à modéliser la viabilité de sa population, avec des résultats encore préoccupants.
Mais vers 2005 en Chine un poisson de la même famille (Sciaenidés), Bahaba taipingensis, s’éteint aussi en raison de sa surpêche. Il est victime du fait que sa vessie natatoire est considérée comme un produit de grand luxe en Chine, et comme ingrédient de la médecine traditionnelle chinoise (pour traiter certains problèmes cardiaque ou cutanés, voire pour soigner des troubles de la fertilité). Les marchands chinois cherchent alors un substitut à ces vessies, et ils le trouvent chez Totoaba macdonaldi dont les prix au marché noir vont alors exploser (vessies natatoires vendues 1 000 à 5 000 $ l’unité aux États-Unis et parfois bien plus de 10 000 $ en Asie, devenant une nouvelle source de profit pour les cartels mexicains (contrebande estimée en millions de dollars/an).

## Conservation de l'espèce

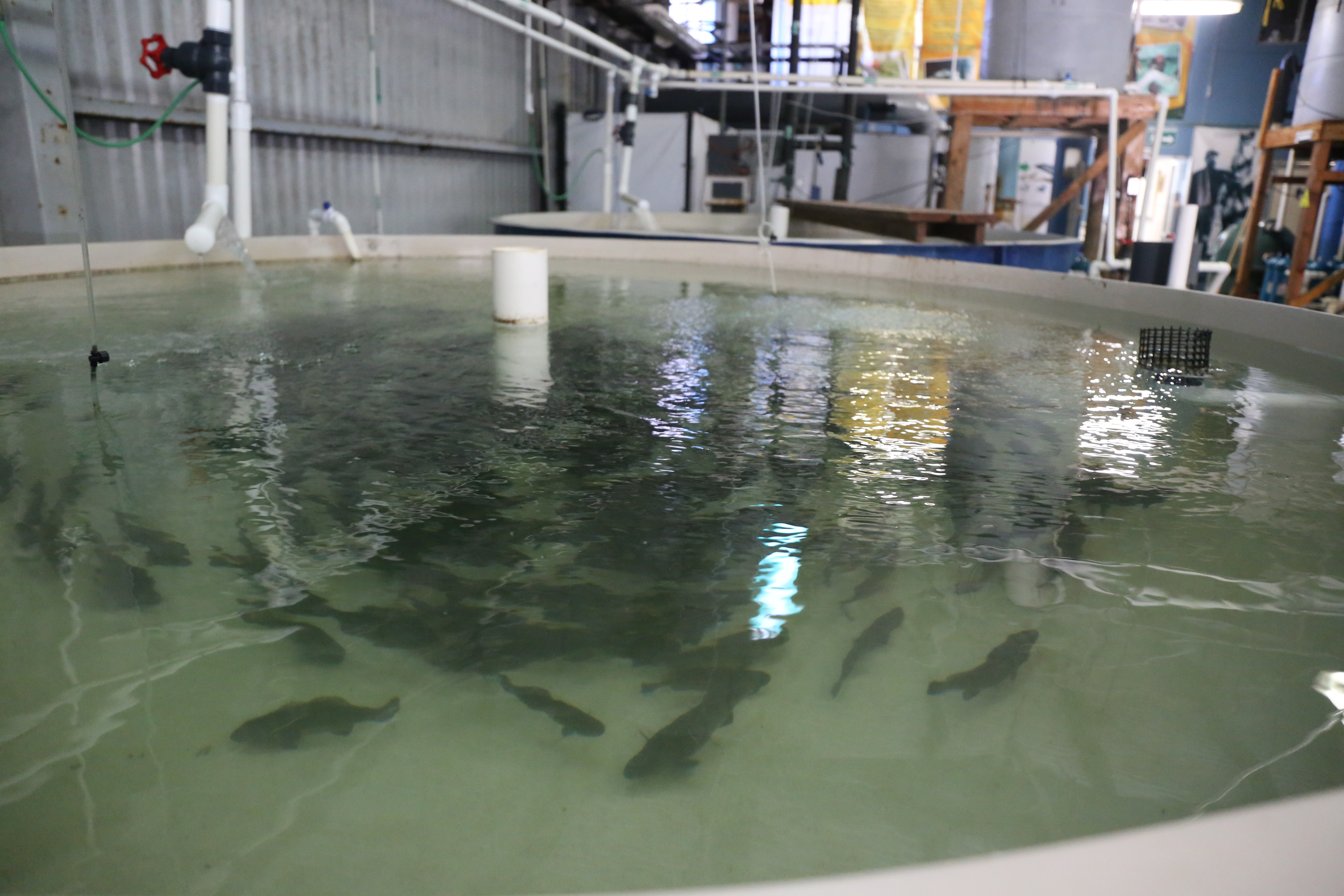
Des totoabas dans un bassin à l'.

Les toutes premières tentatives de contrôle ou protection dateraient des années 1940.
En 1975 ce poisson était de plus en plus souvent pêché dans l’estuaire (avant même qu’il ait pu se reproduire) et il restait si peu d’individus que la durée du frai était passée de plusieurs mois à moins de trois semaines. L’interdiction de sa pêche, puis son inscription dans la liste nationale d’espèces menacées et la création d’une réserve protégée autour de l’estuaire du Colorado ont commencé à porter leurs fruits, mais sans pouvoir arrêter la surpêche de l’espèce.
L’année suivante (1976), le Totoaba est inscrit à l'Annexe I de la CITES, puis en 1979, sur la liste des espèces menacées des États-Unis. La pêche ne s’arrête toujours pas. Les sanctions mexicaines sont potentiellement lourdes « les peines maximales ne sont jamais appliquées. Alors que le braconnage est aujourd’hui passible de 20 ans de prison et d’une amende de 250 000 $, les dernières condamnations oscillent entre quatre mois et un an de prison. Pourtant, depuis 2013, les saisies se multiplient aux États-Unis et au Mexique, avec des prises records dépassant les trois millions de dollars ».
Vingt ans plus tard (en 1996) l’UICN classe l’espèce en danger critique d'extinction, classement contesté par certains en raison d’insuffisance de données précises sur les captures et sur le nombre restant de spécimens vivants en âge de se reproduire. Certains experts estiment que l’aire de répartition et le cycle de vie de l’espèce sont stabilisés depuis 1975, mais sans contester la vulnérabilité de l'espèce.
Dans les années 2000, des esquisses de projet de conservation naissent avec des captures d’adultes transférés dans un environnement piscicole sécurisé, avec ensuite réintroduction des œufs ou alevins dans le milieu estuarien. Mais aucune étude fiable n'a porté sur le résultat final.
De plus capturer des individus en profondeur (25 à 50 m) et les remonter en surface les expose à des accidents de décompression pouvant compromettre leur survie, mais des techniques de soins ont été mises au point pour capturer des géniteurs à des fins de reproduction en milieu protégé. Des études ont porté sur l’alimentation des alevins et juvéniles dans leur milieu ou en système d’aquaculture,,,, de même que sur des aliments artificiels,.
De plus en Chine dans les années 2000-2017 le marché, bien qu’interdit, se pratique ouvertement, avec peu de saisies ou de poursuites.

### Effets collatéraux sur le marsouin de Californie
Le braconnage de Totoaba macdonaldi se fait souvent au moyen de filets maillants dérivants (de plusieurs dizaines de mètres de long) abandonnés dans l’aire de vie du Totoaba puis remontés après quelques jours.
D’autres poissons en sont victimes, ainsi que des petits cétacés, ce pourquoi en 2014 le gouvernement mexicain a interdit (pour deux ans) tout filet dérivant, mesure dont l’effet sur le marsouin de Californie doit encore être évaluée,.

## Systématique
Le nom valide complet (avec auteur) de ce taxon est Totoaba macdonaldi (Gilbert, 1890).
L'espèce est décrite en 1890 par Gilbert sous le protonyme Cynoscion macdonaldi, puis en 1980, Alejandro Villamar (d) crée le genre Totoaba et l'y reclasse sous le taxon actuel Totoaba macdonaldi.
Ce taxon porte en français les noms vernaculaires ou normalisés suivants : Acoupa totoaba,,, Totoaba, Acoupa De Macdonald.
Totoaba macdonaldi a pour synonyme :
- Cynoscion macdonaldi Gilbert, 1890